# 더 킬러 (2023년 영화)
《더 킬러》(영어: The Killer)는 2023년 개봉한 미국의 네오 누아르 액션 스릴러 영화이다. 데이비드 핀처가 감독을 맡았으며, 알렉시 놀랑의 동명 그래픽 노블이 원작이다. 2023년 제80회 베네치아 영화제 황금사자상 경쟁후보작이다.

## 출연진

### 주연
- 마이클 패스벤더 - "더 킬러" 역

### 조연
- 틸다 스윈턴 - "전문가" 역
- 찰스 파넬 - "변호사" 호지스 역
- 알리스 하워드 - "의뢰인" 클레이본 역
- 케리 오맬리 - 덜로리스, 호지스의 비서 역
- 소피 샤를로치 - 마그달라, 애인 역
- 살라 베이커 - "짐승" 역
- 모니크 갠더턴 - 도미네이트릭스 역
- 대런 노리스 - 딥 사우스 라운지 접대원 역
- 잭 케시 - 판매원 역